# 1888 in Zwitserland
Dit artikel beschrijft het verloop van 1888 in Zwitserland.

## Ambtsbekleders
De Bondsraad was in 1888 samengesteld als volgt:
| Naam | Naam                    | Partij    | Kanton    | Functie                                                                                          |
| ---- | ----------------------- | --------- | --------- | ------------------------------------------------------------------------------------------------ |
|      | Wilhelm Hertenstein (†) | radicalen | Zürich    | Bondspresident van 1 januari tot 27 november 1888; hoofd van het Departement van Militaire Zaken |
|      | Bernhard Hammer         | radicalen | Solothurn | Vicebondspresident in 1888; hoofd van het Departement van Financiën en Douane                    |
|      | Numa Droz               | radicalen | Neuchâtel | Hoofd van het Departement van Buitenlandse Zaken                                                 |
|      | Adolf Deucher           | radicalen | Thurgau   | Hoofd van het Departement van Industrie en Landbouw                                              |
|      | Louis Ruchonnet         | radicalen | Vaud      | Hoofd van het Departement van Justitie en Politie                                                |
|      | Karl Schenk             | radicalen | Bern      | Hoofd van het Departement van Binnenlandse Zaken                                                 |
|      | Emil Welti              | radicalen | Aargau    | Hoofd van het Departement van Posterijen en Spoorwegen                                           |

De Bondsvergadering werd voorgezeten door:
| Naam | Naam             | Partij               | Kanton       | Functie                                              |
| ---- | ---------------- | -------------------- | ------------ | ---------------------------------------------------- |
|      | Erwin Kurz       | radicalen            | Aargau       | Voorzitter van de Nationale Raad (vanaf 4 juni 1888) |
|      | Eugène Ruffy     | radicalen            | Vaud         | Voorzitter van de Nationale Raad (vanaf 4 juni 1888) |
|      | Alexandre Gavard | radicalen            | Genève       | Voorzitter van de Kantonsraad (tot 4 juni 1888)      |
|      | Gustav Schoch    | Democratische Partij | Schaffhausen | Voorzitter van de Kantonsraad (vanaf 4 juni 1888)    |

## Gebeurtenissen

### Januari
- 1 januari: Wilhelm Hertenstein wordt bondspresident van Zwitserland.

### Februari
- 15 februari: Bij een lawine in Wassen (kanton Uri) komen zes spoorwegarbeiders om het leven.

### Juni
- 1 juni: Inhuldiging van het station van Eaux-Vives, nabij Genève (kanton Genève), en de spoorlijn van Genève over Chêne-Bourg naar Ambilly (Frankrijk).
- 6 juni: Indienstneming van de eerste elektrische tramverbinding van Zwitserland, tussen Vevey over Montreux naar Chillon (kanton Vaud).
- 13 juni: Indienstneming van de Brünigbahn tussen Brienz (kanton Bern) en Alpnachstad (kanton Obwalden).

### Juli
- 8 juli: Indienstneming van de kabelspoorweg op de Bürgenstock (kanton Nidwalden).
- 15 juli: In Le Locle wordt een standbeeld van Daniel Jeanrichard onthuld.

### Oktober
- 21 oktober: In Bern (kanton Bern) wordt de Sociaaldemocratische Partij van Zwitserland (SP/PS) opgericht.

### November
- 15 november: Inwerkingtreding van de federale wet op de octrooien.
- 27 november: In Bern (kanton Bern) overlijdt Wilhelm Hertenstein, zittend lid van de Bondsraad en zittend bondspresident van Zwitserland. Het is de enige bondspresident van Zwitserland die overlijdt tijdens zijn mandaat.

### December
- 1 december: Uit de nationale volkstelling blijkt dat Zwitserland 2.917.754 inwoners heeft.
- 13 december: Bernhard Hammer wordt verkozen tot bondspresident van Zwitserland voor het jaar 1889.

## Geboren
- 5 februari: Hedwig Anneler, etnologe en schrijfster (overl. 1969)
- 10 april: Ludomila Scheiwiler-von Schreyder, feministe en suffragette (overl. 1980)
- 28 april: Dorette Berthoud, schrijfster en journaliste (overl. 1975)
- 29 april: Gertrud Dübi-Müller, fotografe, kunstverzamelaarster en mecenas (overl. 1980)
- 8 mei: Hélène Gautier-Pictet, feministe (overl. 1973)
- 2 september: Maggy Breittmayer, violiste (overl. 1961)
- 16 september: Emma Eichenberger, onderwijzeres (overl. 1962)
- 21 november: Fernande Peyrot, muzieklerares en componiste (overl. 1978)
- 24 november: Jean Nussbaum, arts (overl. 1967)

## Overleden
- 17 februari: Jules Marguet, wiskundige (geb. 1817)
- 25 februari: Urbain Olivier, schrijver en landbouwer (geb. 1810)
- 17 maart: Marie Humbert-Droz, gouvernante, redactrice en feministe (geb. 1819)
- 14 april: Johann Konrad Kern, politicus, voorzitter van het Bondshooggerechtshof van Zwitserland (geb. 1808)
- 25 april: Urs Schild, industrieel (geb. 1829)
- 30 mei: Louis Buvelot, kunstschilder en fotograaf (geb. 1814)
- 16 juni: Marie-Thérèse Scherer, geestelijke (geb. 1825)
- 3 augustus: Carlo Battaglini, politicus (geb. 1812)
- 20 oktober: Johann Karl Kappeler, jurist, politicus en bestuurder (geb. 1816)
- 27 november: Wilhelm Hertenstein, zittend lid van de Bondsraad en zittend bondspresident van Zwitserland (geb. 1825)

1848
· 1849
· 1850
· 1851
· 1852
· 1853
· 1854
· 1855
· 1856
· 1857
· 1858
· 1859
· 1860
· 1861
· 1862
· 1863
· 1864
· 1865
· 1866
· 1867
· 1868
· 1869
· 1870
· 1871
· 1872
· 1873
· 1874
· 1875
· 1876
· 1877
· 1878
· 1879
· 1880
· 1881
· 1882
· 1883
· 1884
· 1885
· 1886
· 1887
· 1888
· 1889
· 1890
· 1891
· 1892
· 1893
· 1894
· 1895
· 1896
· 1897
· 1898
· 1899
· 1900
· 1901
· 1902
· 1903
· 1904
· 1905
· 1906
· 1907
· 1908
· 1909
· 1910
· 1911
· 1912
· 1913
· 1914
· 1915
· 1916
· 1917
· 1918
· 1919
· 1920
· 1921
· 1922
· 1923
· 1924
· 1925
· 1926
· 1927
· 1928
· 1929
· 1930
· 1931
· 1932
· 1933
· 1934
· 1935
· 1936
· 1937
· 1938
· 1939
· 1940
· 1941
· 1942
· 1943
· 1944
· 1945
· 1946
· 1947
· 1948
· 1949
· 1950
· 1951
· 1952
· 1953
· 1954
· 1955
· 1956
· 1957
· 1958
· 1959
· 1960
· 1961
· 1962
· 1963
· 1964
· 1965
· 1966
· 1967
· 1968
· 1969
· 1970
· 1971
· 1972
· 1973
· 1974
· 1975
· 1976
· 1977
· 1978
· 1979
· 1980
· 1981
· 1982
· 1983
· 1984
· 1985
· 1986
· 1987
· 1988
· 1989
· 1990
· 1991
· 1992
· 1993
· 1994
· 1995
· 1996
· 1997
· 1998
· 1999
· 2000
· 2001
· 2002
· 2003
· 2004
· 2005
· 2006
· 2007
· 2008
· 2009
· 2010
· 2011
· 2012
· 2013
· 2014
· 2015
· 2016
· 2017
· 2018
· 2019
· 2020
· 2021
· 2022
· 2023